# Lee Liu-Wen
Lee Liu-Wen es una deportista taiwanesa que compitió en taekwondo. Ganó  una medalla de plata en el Campeonato Asiático de Taekwondo de 1996, en la categoría de –60 kg.

## Palmarés internacional
| Representando a China Taipéi |                       |                  |           |
| Campeonato Asiático          |                       |                  |           |
| Año                          | Lugar                 | Medalla          | Categoría |
| 1996                         | Melbourne (Australia) | Medalla de plata | –60 kg    |